# Élections fédérales ouest-allemandes de 1957
Les élections fédérales ouest-allemandes de 1957 (en allemand : Bundestagswahl 1957) se tiennent le dimanche 15 septembre 1957, afin d'élire les 494 députés de la 3e législature du Bundestag. Du fait des résultats et en application de la loi électorale, 497 députés sont finalement élus.
Ce scrutin produit un résultat unique dans toute l'histoire des élections démocratiques allemandes, puisque l'alliance CDU/CSU remporte la majorité absolue des voix et des sièges. Le chancelier Adenauer entame ainsi un troisième mandat, après avoir maintenu sa coalition avec le DP.

## Contexte
Lors des élections fédérales du 6 septembre 1953, l'alliance CDU/CSU du chancelier fédéral chrétien-démocrate Konrad Adenauer s'impose clairement. Conquérant plus de 45 % des voix, elle obtient 243 députés sur 487, manquant d'un siège la majorité absolue. Elle devance nettement le Parti social-démocrate d'Allemagne (SPD) d'Erich Ollenhauer, qui flirte avec les 29 %, envoyant 151 élus au Bundestag.
Restant le troisième parti de la jeune République fédérale, le Parti libéral-démocrate (FDP) du vice-chancelier et ministre fédéral des Affaires du Plan Marshall Franz Blücher totalise 9,5 % des suffrages et 48 députés. Il est suivi par le Bloc pan-allemand/Fédération des réfugiés et expulsés (GB/BHE), un parti d'extrême droite qui entend représenter les Allemands expulsés d'Europe de l'Est et qui engrange 5,9 %, obtenant 27 parlementaires.
Le Parti allemand (DP) du ministre fédéral des Affaires du Bundesrat Heinrich Hellwege échoue à franchir le nouveau seuil électoral fédéral de 5 %, mais ses accords avec la CDU lui permettent de faire élire plusieurs députés de circonscription, lui garantissant avec 3,3 % des exprimés un groupe de 15 élus. Le Parti du centre allemand (DZP) remporte lui aussi un mandat uninominal, mais son score extrêmement faible ne lui permet pas de compter plus de trois sièges.
Enfin, le Parti communiste d'Allemagne (KPD) et le Parti bavarois (BP) quittent l'assemblée, le premier à la suite de son interdiction l'année précédente, le second faute d'avoir obtenu au moins 5 % des voix dans toute l'Allemagne de l'Ouest. Le BP est ainsi victime de ce changement de loi électorale, puisqu'il atteint 9 % en Bavière, ce qui lui aurait garanti d'entrer au Bundestag sous la loi électorale de 1949.
Le 9 octobre, après avoir formé une majorité très large incluant les chrétiens-démocrates, les libéraux, le GB/BHE et le DP, Adenauer entame un deuxième mandat après avoir été investi chancelier par 305 voix sur 467. Moins d'un an plus tard, le président fédéral Theodor Heuss est largement réélu par l'Assemblée fédérale le 17 juillet 1954. Soutenu par l'ensemble des partis du Bundestag, il reçoit 871 voix sur 920, soit 94,7 % des votants et 85,6 % des inscrits.
Dans le premier semestre de l'année 1956, le GB/BHE puis le FDP passent dans l'opposition. Toutefois, huit députés du Bloc des réfugiés rejoignent l'Union chrétienne-démocrate, tandis que 17 parlementaires libéraux constituent le Parti populaire libéral (FVP) afin de continuer de siéger au sein du gouvernement fédéral. Un important remaniement ministériel permet ensuite au chancelier de traduire au niveau ministériel les nouveaux équilibres de sa majorité.
Par les accords de Luxembourg, signés le 27 octobre de cette même année, les autorités allemandes et françaises s'accordent sur le retour du protectorat de la Sarre au sein de l'Allemagne de l'Ouest. Le 1er octobre 1957, le Land de Sarre est officiellement constitué et intégré à la RFA.

## Mode de scrutin
Le Bundestag est constitué de 494 députés (en allemand : Mitglied des Deutschen Bundestages, MdB), élus pour une législature de quatre ans au suffrage universel direct et suivant le scrutin proportionnel d'Hondt.
Chaque électeur dispose de deux voix : la première (Erststimme) lui permet de voter pou un candidat de sa circonscription selon les modalités du scrutin uninominal majoritaire à un tour, le pays comptant un total de 247 circonscriptions réparties entre les dix Länder ; la deuxième (Zweitstimme) lui permet de voter pour une liste de candidats proposée par un parti politique au niveau du Land.
Lors du dépouillement, l'intégralité des sièges attribués est répartie à la proportionnelle, à condition qu'un parti ait remporté 5 % des voix au niveau national ou trois mandats uninominaux, puis distribuée entre les Länder. Si un parti a remporté des mandats au scrutin uninominal, ses sièges sont d'abord pourvus par ceux-ci.
Dans le cas où un parti obtient plus de mandats au scrutin uninominal que la proportionnelle ne lui en attribue, ces mandats sont conservés.

## Campagne

### Principaux partis
| Parti | Parti | Idéologie                                                 | Chef de file                                         | Score en 1953               |
| ----- | --- | --------------------------------------------------------- | ---------------------------------------------------- | --------------------------- |
|       | Union chrétienne-démocrate d'Allemagne Christlich Demokratische Union Deutschlands                                 | Centre droit Démocratie chrétienne, libéral-conservatisme | Konrad Adenauer (Chancelier fédéral)                 | 45,2 % des voix 243 députés |
|       | Union chrétienne-sociale en Bavière Christlich-Soziale Union in Bayern                                             | Centre droit Démocratie chrétienne, libéral-conservatisme | Konrad Adenauer (Chancelier fédéral)                 | 45,2 % des voix 243 députés |
|       | Parti social-démocrate d'Allemagne Sozialdemokratische Partei Deutschlands                                         | Centre gauche Socialisme démocratique, socialisme         | Erich Ollenhauer                                     | 28,8 % des voix 151 députés |
|       | Parti libéral-démocrate Freie Demokratische Partei                                                                 | Centre Libéralisme classique, libéralisme économique      | Reinhold Maier                                       | 9,5 % des voix 48 députés   |
|       | Bloc pan-allemand/Bloc des réfugiés et expulsés Gesamtdeutscher Block/Bund der Heimatvertriebenen und Entrechteten | Extrême droite Nationalisme, conservatisme, irrédentisme  | Johannes Brockmann (de)                              | 3,1 % des voix 10 députés   |
|       | Parti allemand Deutsche Partei                                                                                     | Droite National-conservatisme, national-libéralisme       | Heinrich Hellwege (Ministre-président de Basse-Saxe) | 4,0 % des voix 17 députés   |

## Résultats

### Voix et sièges

#### Au niveau fédéral
|                        |                                                                |                                                                |                  |                  |                  |                  |            |       |       |        |                  |                  |                  |                  |
| Partis                 | Partis                                                         | Partis                                                         | Circonscriptions | Circonscriptions | Circonscriptions | Circonscriptions | Liste      | Liste | Liste | Liste  | Total des sièges | Total des sièges | Total des sièges | Total des sièges |
| Partis                 | Partis                                                         | Partis                                                         | Votes            | %                | Sièges           | +/-              | Votes      | %     | +/-   | Sièges | Total            | +/-              | DB               | Total            |
|                        |                                                                | Union chrétienne-démocrate d'Allemagne (CDU)                   | 11 975 400       | 39,71            | 147              | 17               | 11 875 339 | 39,71 | 3,35  | 68     | 215              | 24               | 7                | 222              |
|                        | Union chrétienne-sociale en Bavière (CSU)                      | 3 186 150                                                      | 10,57            | 47               | 5                | 3 133 060        | 10,48      | 1,67  | 8     | 55     | 3                | 0                | 55               |                  |
| Total CDU/CSU          | Total CDU/CSU                                                  | 15 161 550                                                     | 50,28            | 194              | 22               | 15 008 399       | 50,19      | 5,02  | 76    | 270    | 27               | 7                | 277              |                  |
|                        | Parti social-démocrate d'Allemagne (SPD)                       | Parti social-démocrate d'Allemagne (SPD)                       | 9 651 669        | 32,01            | 46               | 1                | 9 495 571  | 31,75 | 2,91  | 123    | 169              | 18               | 12               | 181              |
|                        | Parti libéral-démocrate (FDP)                                  | Parti libéral-démocrate (FDP)                                  | 2 276 234        | 7,55             | 1                | 13               | 2 307 135  | 7,71  | 1,83  | 40     | 41               | 1                | 2                | 43               |
|                        | Bloc pan-allemand/Fédération des réfugiés et expulsés (GB/BHE) | Bloc pan-allemand/Fédération des réfugiés et expulsés (GB/BHE) | 1 324 636        | 4,39             | 0                | en stagnation    | 1 374 066  | 4,59  | 1,28  | 0      | 0                | 27               | 0                | 0                |
|                        | Parti allemand (DP)                                            | Parti allemand (DP)                                            | 1 062 293        | 3,52             | 6                | 4                | 1 007 282  | 3,37  | 0,12  | 11     | 17               | 2                | 0                | 17               |
|                        | Parti impérial allemand (DRP)                                  | Parti impérial allemand (DRP)                                  | 290 622          | 0,96             | 0                | en stagnation    | 308 564    | 1,03  | 0,04  | 0      | 0                | en stagnation    | 0                | 0                |
|                        | Union fédéraliste (FU)                                         | Union fédéraliste (FU)                                         | 295 533          | 0,98             | 0                | en stagnation    | 254 322    | 0,85  | Nv.   | 0      | 0                | en stagnation    | 0                | 0                |
|                        | Alliance des Allemands (BdD)                                   | Alliance des Allemands (BdD)                                   | 37 329           | 0,12             | 0                | en stagnation    | 58 725     | 0,20  | Nv.   | 0      | 0                | en stagnation    | 0                | 0                |
|                        | Union de la classe moyenne allemande (UDM)                     | Union de la classe moyenne allemande (UDM)                     | 3 024            | 0,01             | 0                | en stagnation    | 36 592     | 0,12  | Nv.   | 0      | 0                | en stagnation    | 0                | 0                |
|                        | Fédération des électeurs du Schleswig du Sud (SSW)             | Fédération des électeurs du Schleswig du Sud (SSW)             | 33 463           | 0,11             | 0                | en stagnation    | 32 262     | 0,11  | 0,05  | 0      | 0                | en stagnation    | 0                | 0                |
|                        | Parti populaire libéral (FVP)                                  | Parti populaire libéral (FVP)                                  |                  |                  |                  |                  |            |       |       |        | 0                | Nv.              | 1                | 1                |
|                        | Autres                                                         | Autres                                                         | 19 861           | 0,06             | 0                | en stagnation    | 22 510     | 0,07  | —     | 0      | 0                | en stagnation    | 0                | 0                |
|                        |                                                                |                                                                |                  |                  |                  |                  |            |       |       |        |                  |                  |                  |                  |
| Votes valides          | Votes valides                                                  | Votes valides                                                  | 30 156 214       | 97,05            |                  |                  | 29 905 428 | 96,24 |       |        |                  |                  |                  |                  |
| Votes blancs et nuls   | Votes blancs et nuls                                           | Votes blancs et nuls                                           | 916 680          | 3,37             | 1 167 466        | 3,26             |            |       |       |        |                  |                  |                  |                  |
| Total                  | Total                                                          | Total                                                          | 31 072 894       | 100              | 247              | 5                | 31 072 894 | 100   | —     | 252    | 497              | 10               | 22               | 519              |
| Abstentions            | Abstentions                                                    | Abstentions                                                    | 4 328 029        | 12,23            |                  |                  | 4 328 029  | 12,23 |       |        |                  |                  |                  |                  |
| Inscrits/Participation | Inscrits/Participation                                         | Inscrits/Participation                                         | 35 400 923       | 87,77            | 35 400 923       | 87,77            |            |       |       |        |                  |                  |                  |                  |

### Analyse

Résultats par circonscription et sièges de liste.

Cette élection n'a pas d'équivalent dans toute l'histoire de la politique allemande. C'est en effet le seul scrutin démocratique au cours duquel un parti obtient une majorité absolue à lui seul, une performance jamais réitérée depuis. Le bloc chrétien-démocrate CDU/CSU, avec 50,2 % des suffrages exprimés, obtient en effet 270 sièges sur un total de 497. Passant sous le seuil des 5 % et n'emportant aucun mandat direct, le GB/BHE sort du Bundestag après seulement une législature de présence, tandis que le DP s'y maintient grâce à ses accords avec la CDU qui lui permettent d'emporter plusieurs circonscriptions en Basse-Saxe et Hesse.

### Conséquences
Le 22 octobre 1957, Konrad Adenauer s'engage par la suite dans un troisième mandat à la tête d'un gouvernement de coalition entre la CDU, la CSU et le DP avec 274 voix pour sur 476.
Avec le passage dans l'opposition du DP en 1960 les chrétiens-démocrates gouvernent seuls jusqu'à la fin de la législature. Il s'agit là aussi d'un cas unique dans l'histoire de l'Allemagne de l'après-guerre : tous les gouvernements suivants et précédents sont en effet des gouvernements de coalition alliant plusieurs partis.